# پایگاه بسیج مقداد

یک نیروی بسیج عضو گردان ۱۱۷ عاشورا در تقاطع خیابان آزادی و خیابان جناح، در حال تیراندازی به معترضین.

پایگاه مقاومت بسیج مقداد یکی از مراکز بسیج در نزدیکی میدان آزادی است که بعد از اعتراضات به نتایج انتخابات ۱۳۸۸ در جریان تظاهرات روز ۲۵ خرداد تعدادی از نیروهای بسیجی از پشت‌بام آن به تظاهرکنندگان تیراندازی کردند و موجب کشته شدن هفت نفر شدند.

## حادثه تیراندازی
در روز ۲۵ خرداد در جریان تظاهرات میلیونی معترضان به نتایج انتخابات تعدادی از نیروهای بسیجی از پشت‌بام پایگاه بسیج مقداد اقدام به تیراندازی به سمت مردم کردند. رسانه‌های دولتی تعداد کشته‌شدگان این روز را ۷ نفر اعلام نمود. برخی دیگر رسانه‌های حامی دولت معترضان را اراذل و اوباش نامیده و آنها را متهم به حمله به این پایگاه نمودند. اما در فیلمی که از این حادثه در یوتوب قرار گرفته تظاهرکنندگان را نشان می‌دهد که در حال عبور از کنار پایگاه مقداد هستند. بعد از اینکه چند نفر اقدام به پرتاب سنگ می‌کنند یکی از نیروهای بسیجی اقدام به شلیک گلوله به سمت مردم می‌کند. پس از آن تصاویر نشان‌دهنده آتش گرفتن آن پایگاه است.

## کشته‌شدگان
- داوود صدری
- حسام حنیفه
- محرم چگینی
- سهراب اعرابی
- علی حسن‌پور
- محمدحسین فیض